# (1059) Mussorgskia
(1059) Mussorgskia es un asteroide perteneciente al cinturón de asteroides descubierto el 19 de julio de 1925 por Vladímir Aleksándrovich Albitski desde el observatorio de Simeiz en Crimea.
Está nombrado en honor de Modest Pétrovich Músorgski (1839-1889), compositor ruso.